# الوكالة الصينية للتعاون الإنمائي الدولي
الوكالة الصينية للتعاون الإنمائي الدولي (CIDCA) هي وكالة تنفيذية على مستوى الوزارة الفرعية تابعة مباشرة لمجلس الدولة لجمهورية الصين الشعبية. كانت في السابق إدارة المعونة الخارجية التابعة لوزارة التجارة الصينية. تهدف إلى تنسيق سياسات المساعدات الخارجية.

## روابط خارجية
- الموقع الرسمي